# Apeadeiro de Cuca
O Apeadeiro de Cuca é uma interface da Linha de Guimarães, que serve a localidade de Moreira de Cónegos, no concelho de Guimarães, em Portugal. O edifício de passageiros situa-se do lado norte da via (lado esquerdo do sentido ascendente, a Fafe).

## História
Este apeadeiro situa-se no lanço da Linha de Guimarães entre Trofa e Vizela, que entrou ao serviço em 31 de Dezembro de 1883, pela Companhia do Caminho de Ferro de Guimarães.
A Companhia de Guimarães foi fundida com a Companhia do Porto à Póvoa e Famalicão em 1927, formando a Companhia dos Caminhos de Ferro do Norte de Portugal. Esta empresa foi integrada na Companhia dos Caminhos de Ferro Portugueses, que começou a explorar a linha de Guimarães em 1 de Janeiro de 1947.
Um despacho de 27 de Setembro de 1948 da Direcção Geral de Caminhos de Ferro, publicado no Diário do Governo n.º 231, II Série, de 2 de Outubro, aprovou um projecto da Companhia dos Caminhos de Ferro Portugueses para aditamento à tarifa de telegramas particulares, de forma a incluir o apeadeiro de Cuca na relação das estações e apeadeiros que expediam e recebiam telegramas por via ferroviária.

Em 2004, foi reaberta a Linha de Guimarães entre Guimarães e Lousado, após as obras de modernização, que incluíram a instalação da tracção eléctrica, a remodelação de todas as estações, e a adaptação da via para bitola ibérica.